# Djivani
Djivani (arménien : Ջիվանի), né Sérop Stepani Lévonian (arménien : Սերոբ Ստեփանի Լևոնյան) en 1846 à Kartsakhi (Empire russe) et mort le 5 mars 1909 à Tiflis, est un poète, musicien et achough arménien.